# Torben Laidig
Torben Laidig (* 13. März 1994 in Schwäbisch Hall, Baden-Württemberg) ist ein deutscher Leichtathlet, der sich auf den Stabhochsprung spezialisiert hat.

## Berufsweg
Laidig erhielt ein Stipendium und studiert seit Januar 2014 Biochemie in den USA.

## Sportliche Karriere
Torben Laidig ist schon früh sportbegeistert und tritt im Alter von sechs Jahren dem TSV Sulzdorf bei. Er turnt, betreibt Leichtathletik und spielt von 2005 bis 2008 auch Handball, ehe er sich auf die Leichtathletik, insbesondere den Stabhochsprung, konzentriert.
2011 gewinnt Laidig Silber beim Europäischen Olympischen Jugendfestival (EYOF) in Trabzon.
2013 wurde er Deutscher U20-Vizemeister.
2015 wurde Laidig Deutscher U23-Meister.
2016 belegte er bei den Deutschen Meisterschaften den 3. Platz.
2017 siegte Laidig am 1. April bei den 90. Clyde Littlefield Texas Relays in Austin (Texas) in seiner Section mit persönlicher Bestleistung von 5,70 m und erfüllte mit dieser Höhe auch die Norm für die Weltmeisterschaften in London.
Laidig gehört dem B-Kader des Deutschen Leichtathletik-Verbandes (DLV) und dem DLV-Junior-Eliteteam 2017 an.

## Vereinszugehörigkeiten
Laidig startete für die Wettkampf Gemeinschaft Leichtathletik WGL Schwäbisch Hall, sein Stammverein ist seit 2000 der TSV Sulzdorf. Die LAV Stadtwerke Tübingen mit dem Stammverein TSG Tübingen vermeldete den Zugang von Laidig ab 2018.

## Ehrungen
- 2014: "Freshman Of The Year" der Atlantic Coast Conference.[1]

## Persönliche Bestleistungen
- im Freien: 5,70 m Austin (Texas), 1. April 2017
- in der Halle: 5,62 m Blacksburg (Virginia), 6. Februar 2016

## Erfolge
national
- 2013: Deutscher U20-Vizemeister
- 2015: Deutscher U23-Meister
- 2016: 3. Platz Deutsche Meisterschaften

international
- 2011: 2. Platz  beim Europäischen Olympischen Jugendfestival (EYOF)